# Flore
Flore – wieś w Anglii, w hrabstwie Northamptonshire, w dystrykcie (unitary authority) West Northamptonshire. Leży 11 km na zachód od miasta Northampton i 104 km na północny zachód od Londynu. Miejscowość liczy 1221 mieszkańców.